# Mitoc, Botoșani
Mitoc là một xã thuộc hạt Botoșani, România. Dân số thời điểm năm 2002 là 2035 người.